# Gloria Macapagal-Arroyová
Gloria Macapagal-Arroyo (* 5. dubna 1947, San Juan, Filipíny) je filipínská politička, v letech 2001–2010 vykonávající funkci prezidentky země. Její rodné jméno znělo Gloria Macaraeg Macapagalová, otec Diosdado Macapagal byl v pořadí devátým filipínským prezidentem.

## Život
Gloria studovala dva roky na Georgetown University ve Washingtonu a pokračovala ve studiích ve své vlasti, kde získala titul doktora hospodářských věd na Filipínské univerzitě. V roce 1968 se provdala za Joseho Miguela Arroya, s nímž má tři děti.
Působila zprvu jako asistentka na ministerstvu průmyslu a obchodu, později – v roce 1992 – se stala senátorkou. V roce 1998 si ji nový prezident Joseph Estrada vybral za viceprezidentku a tuto funkci zastávala až do zbavení Estrady moci v roce 2001. Poté převzala funkci prezidentky ostrovního státu. Byla jí vytýkána korupce a volební manipulace (zejména při prezidentských volbách 2004). V roce 2006 přečkala pokus o státní převrat.

## Vyznamenání
- velkokříž s řetězem Řádu rumunské hvězdy – Rumunsko, 4. února 2002[1]
- velkostuha Řádu chryzantémy – Japonsko, 3. prosince 2002
- Pro Ecclesia et Pontifice – Vatikán, 5. června 2007
- velkokříž Řádu nezávislosti – Rovníková Guinea, 26. června 2007[2]
- velkokříž s řetězem Řádu Isabely Katolické – Španělsko, 30. listopadu 2007[3]
- velkokříž Řádu za zásluhy Duarta, Sáncheze a Melly – Dominikánská republika, 2011[4]
- Královský rodinný řádu Bruneje I. třídy – Brunej